# یاکوولف کورپوریشن
یاکوولف (به روسی: Яковлев) یک شرکت روسی تولیدکننده هواگرد است که در مسکو واقع شده‌است. این شرکت بیشتر برای ساخت  سوخوی سو-۳۰ خانواده هواپیمای رهگیر/جنگنده شناخته شده‌است. این شرکت در سال ۱۹۳۲ در منطقه Transbaykal اتحاد جماهیر شوروی به عنوان کارخانه هواپیما ایرکوتسک (IAP) تأسیس شد. دولت روسیه ایرکوت را با میگ، ایلیوشین، سوخو، توپولف و یاکوولف به عنوان یک شرکت جدید به نام یونایتد ایرکرفت کورپوریشن ادغام کرد.